# I2 Limited
Pour les articles homonymes, voir I2.

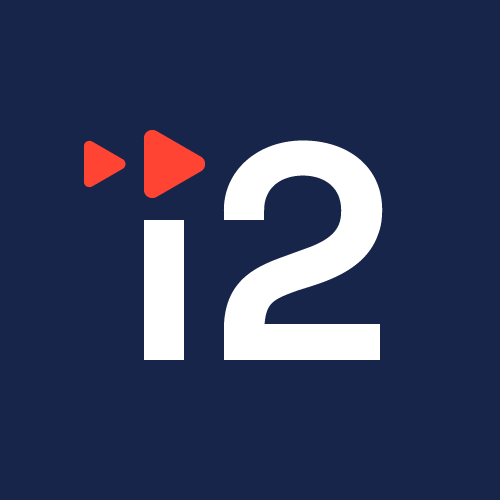
Logo de I2 Limited depuis le 8 août 2024.

I2 Limited constituait la branche anglaise (basée en Grande-Bretagne) de la société de logiciels i2 Group, qui produit et distribue des logiciels de renseignement visuel et d'analyse pour les services de renseignement militaire, l'application de la loi et pour les organisations commerciales.
Après une opération de rachats par Silver Lake Partners en 2008, I2 Limited a été acquise par IBM en 2011. En 2013, l'entreprise comptait environ 350 employés.
En janvier 2022, IBM a cédé le catalogue de logiciels de i2 à Harris Computer.  
I2 Limited ne doit par être confondue avec la société américaine i2 Technologies (SCM) rachetée par l'éditeur JDA Software en 2008 pour 346 M$,. JDA a été elle-même rebaptisée Blue Yonder en 2020.